# شابران
شابران (بالأذرية: Şabran) هي مدينة وعاصمة مقاطعة شابران في أذربيجان. كانت تسمى سابقاً ديفاجي (Devechi).

## التاريخ
كانت المدينة تسمى ديفاجي (Dəvəçi) حتى عام 2010، وأعطيت مدينة شابران وصف مدينة كتقسيم إداري في عام 1961. الاسم شابران (Şabran) مأخود من اسم قرية قديمة منذ القرون الوسطى تحمل نفس الاسم حيث كانت ميناء يبعد حوالي 15 كم شمالا.

## التركيبة السكانية
الرقم المسجل رسمياً  لسكان شابران كان 23 ألف و 248 نسمة في عام 2010، حيث يعتبر الأذر والتاتيون أكبر المجموعات العرقية فيها.

## أعلام
- كامران أغاييف